# Vamireh
Vamireh est un roman écrit par J.-H. Rosny. Il fut publié en feuilleton, dans le journal L'Écho de Paris, en 1891. Il s'agit d'une version rallongée de Scènes préhistoriques, un texte publié en 1888 dans La Revue indépendante. Elem d'Asie, publié en 1896, est une version écourtée de Vamireh, tout en étant différente de Scènes préhistoriques.

## Résumé

### Le cadre
L'action se passe au XXe millénaire av. J.-C. en Europe, dans les grandes plaines recouvertes de forêts ou de savane, où se côtoient l'aurochs, le cerf élaphe, le lion des cavernes et le mammouth.

### Les peuples
- Les Pzànns sont des chasseurs troglodytiques occidentaux. Ils vivent de la chasse de l'aurochs et du cerf. Nomades, les chasseurs partent explorer le monde au-delà des forêts. Ils connaissent l'arc, le propulseur, les canoës.
- Les tribus orientales ont une structure sociale plus développée avec un début de religion. Ils ont domestiqué le chien et s'en servent à la chasse et pour combattre.
- Les hommes des arbres sont de grands anthropoïdes, plus proches du singe que de l'homme ; ils ne parlent pas mais tentent de communiquer avec leur cousin humain. Leur race est vouée à l'extinction.
- Les mangeurs de vers : cette race a évolué vers la consommation de mollusques et de racines. Ayant abandonné la chasse, ils sont devenus plus faibles et subissent les persécutions des tribus orientales ; la loi du plus fort voue cette race plus faible à l'extinction.

### Les personnages
- Vamireh est un jeune chasseur de la horde des Pzànns. Il vient de tuer un lion des cavernes. Après une chasse à l'aurochs avec sa tribu, il part explorer le monde au-delà des forêts de l'est.
- Elem est une jeune orientale que rencontre Vamireh au bord du fleuve qu'il descend en pirogue.

## Éditions
Ce roman et ses diverses versions ont été publiés en différents volumes, dont :
Scènes préhistoriques
- La Revue indépendante, 1888.
- Les Conquérants du feu et autres récits primitifs, Les Moutons électriques, 2014.

Vamireh
- L'Écho de Paris, 1891.
- Éditions Ernest Kolb, 1892.
- La Revue hebdomadaire, 1892.
- Plon, 1926.
- Vamireh, suivi de Les Xipéhuz, Tallandier, 1977.
- Romans préhistoriques, Robert Laffont, 1985.
- Ligaran, 2014.

Elem d'Asie, idylle des temps primitifs
- Borel, 1896
- Romans préhistoriques, Robert Laffont, 1985.

## Analyse
Rosny évoque dans Vamireh les thèmes qu'il développera dans ses autres romans sur la Préhistoire : la beauté du monde sauvage, la lutte de l'homme contre les grands fauves, la diversité des races humaines, dont les plus faibles sont vouées à l'extinction, l'humanité qui commence quand le plus fort défend le plus faible.

## Accueil critique
À propos de ce roman, l'écrivain français Jules Renard écrivait : « C’était il y a vingt mille ans... Oh ! Cette phrase ! On est tenté de s’en tenir là, de se perdre avec peur et joie dans une longue rêverie engourdissante. Quel qu’il soit, un livre est déjà surprenant qui ne raconte pas des choses d’aujourd’hui ou d’hier. Enfin l’œil retombe sur la page, et voici le Félis Spelaca, l’Aurochs, l’Ursus, le Mammouth, tous les êtres chers à notre imagination. Le plaisir de lire Vamireh n’égale pas celui de le relire, et je crois bien que la grande jouissance est de se le rappeler. On a fermé le volume. Un à un les souvenirs remontent. » 

## Postérité
Il existe une colonie de vacances Vamireh à Hossegor .
À Hossegor, une maison de villégiature a été baptisée Villa Vamireh en hommage à J.-H. Rosny jeune qui a longtemps habité cette ville. Elle fut construite par Léon Cuzol pour Alexandre Daniels.
Dans les années 1890, Maurice Bouval a sculpté Vamireh en chasse, chasseur du 1er âge.